# Давлетьяров, Ренат Фаварисович
Рена́т Фавари́сович Давлетья́ров (род. 17 августа 1961, Астрахань, СССР) — российский кинорежиссёр, сценарист и кинопродюсер. Президент Гильдии продюсеров России. Заслуженный деятель искусств Российской Федерации (2024).

## Биография
Ренат Давлетьяров родился 17 августа 1961 года в Астрахани.
Ренат получил высшее образование по специальности инженер-технолог. С 1985 по 1987 год работал в качестве постановщика декораций на киностудии «Мосфильм», в том числе на знаковых для советского кинематографа картинах «Курьер» Карена Шахназарова и «Асса» Сергея Соловьева. С 1987 по 1989 год продолжил работу на киностудии, выполняя функции заместителя директора фильмов, а с 1989 года стал директором картин.
С 1994 года руководил киностудией «Круг» киноконцерна «Мосфильм». В 1995 году стал исполнительным директором Московского международного кинофестиваля (ММКФ). С 1999 по 2006 год — генеральный директор Московского международного кинофестиваля. С 1997 года возглавляет компанию «Интерфест».
С 2001 по 2008 год — продюсер Недель российского кино в Нью-Йорке.
с 2003 года — продюсер Недель российского кино в Париже.
С 2005 — продюсер Недель российского кино в Берлине.
Возглавлял Международный фестиваль продюсерского кино «Кино-Ялта».
С 2007 по 2009 год — генеральный продюсер Международного фестиваля современного кино «ЗАВТРА/2morrow».
С 2009 по 2015 год — президент Гильдии продюсеров России, вице-президент Международной ассоциации продюсерских гильдий ФИАПФ от Европы.
С 2010 по 2012 год — генеральный продюсер Международного кинофестиваля «Два в одном/ 2 in 1».
В 2012 году был избран членом Общественной палаты Центрального федерального округа.
В 2011 году дебютировал как режиссёр, сняв кинокомедию «Моя безумная семья!». В 2012 году вышла на экраны детективная драма «Стальная бабочка». Следующий фильм Рената Давлетьярова «Однажды», снятый по повести Юрия Короткова «Американка», стал фильмом открытия XXII кинофестиваля «Окно в Европу».

## Семья и личная жизнь
Отец — Фаварис Давлетьяров, последний в СССР председатель Комитета по нефти, позже один из руководителей «Роснефти», президент ЗАО «Концерна Нефтепродукт». Отец по национальности — татарин, мать — русская.
Младший брат — Борис Фаварисович Давлетьяров, банкир, экс-владелец КБ «Международный Банк Развития». Живёт в Лондоне.
От первого брака — сын Артём.
Жил несколько лет в гражданском браке с актрисой Верой Сотниковой. Во второй половине 2000-х у Рената Давлетьярова был роман с певицей и телеведущей Ольгой Орловой. В 2014 году женился на певице и актрисе Евгении Малаховой. В 2019 году пара рассталась.

### Общественная позиция
В марте 2014 года поддержал возвращение Крыма, подписал письмо президенту России Владимиру Путину в поддержку аннексии Крыма..
В 2024 году стал доверенным лицом кандидата в президенты России Владимира Путина.

## Фильмография

### Актёр
- 1989 — Катала — телохранитель Фомы
- 1992 — Менялы — первый преследователь
- 1993 — Стрелец неприкаянный — Ренат
- 2003 — Здравствуй, столица! — новый режиссёр
- 2010 — Варенье из сакуры — Томокадзу-сан, японец — кризисный директор

### Режиссёр
- 2011 — Моя безумная семья!
- 2012 — Стальная бабочка
- 2014 — Однажды
- 2015 — А зори здесь тихие...
- 2016 — Чистое искусство
- 2017 — Волшебники (вышел в прокат в 2022)
- 2019 — Донбасс. Окраина
- 2021 — Лётчик
- 2023 — Человек ниоткуда

### Сценарист
- 2007 — Любовь-морковь
- 2008 — Любовь-морковь 2
- 2015 — А зори здесь тихие...
- 2016 — Чистое искусство

### Продюсер
- 1997 — Страсти в ателье «Шах»
- 2005 — От 180 и выше
- 2007 — Любовь-морковь
- 2008 — Индиго
- 2008 — Любовь-морковь 2
- 2009 — Юленька
- 2010 — Ирония любви
- 2011 — Любовь-морковь 3
- 2011 — Моя безумная семья!
- 2012 — Разговор
- 2012 — Стальная бабочка
- 2013 — Параллельные миры
- 2014 — Беглецы
- 2015 — Однажды
- 2015 — Невидимки
- 2015 — А зори здесь тихие...
- 2015 — Зелёная карета
- 2016 — Чистое искусство
- 2017 — Волшебники (вышел в прокат в 2022)
- 2019 — Донбасс. Окраина
- 2020 — МиниМакс
- 2021 — Лётчик
- 2022 — Любовь-морковь: Восстание машин
- 2022 — Петрополис

### Директор
- 1991 — Нога, реж. Н. Тягунов
- 1992 — Менялы, реж. Г. Шенгелия
- 1993 — Стрелец неприкаянный, реж. Г. Шенгелия
- 1994 — Свистун, реж. П. Эрдёшш
- 1994 — Три сестры, реж. С. Соловьёв

### Заместитель директора
- 1989 — Чёрная роза — эмблема печали, красная роза — эмблема любви, реж. С. Соловьёв
- 1989 — Катала, реж. С. Бодров

## Награды
Заслуженный деятель искусств Российской Федерации (12 апреля 2024 года) — за большой вклад в развитие отечественной культуры и искусства, многолетнюю плодотворную деятельность.